# Taoyuan Pauian Archiland
Il Pure-Youth Construction è una squadra di pallacanestro di Taiwan, che gioca nella Super Basketball League.
Le denominazioni precedenti sono state: YMY Lions, Sina Lions, Azio Eagles. I Sina Lions erano una delle migliori squadre di Taiwan, e hanno vinto tre campionati di fila dal 1996 al 1998.  Quindi giocarono nella Chinese Basketball Association per il 2001–02 e 2002–03, disputando le partite casalinghe a Suzhou. All'inizio del secondo anno in CBA ricevettero una sponsorizzazione da BenQ e cambiarono nome in BenQ Sina Lions. Al primo anno raggiunsero i quarti di finale, ma nel secondo finirono tredicesimi con un record 7-19 e uscirono dalla lega.
I Sina Lions tornarono quindi a Taiwan ed aderirono alla SBL per il 2003–04 season, giungendo al 2º posto.

## Record
- 2003-04: 2º posto

## Cestisti
- Terence Dials 2011-2012